# Brug 1344
Brug 1344 is een bouwkundig kunstwerk in Amsterdam-Zuidoost.
Deze verkeersbrug is gebouwd rond 1981 tussen twee door een gracht gescheiden buurtjes, beide in Reigersbos-Midden gelegen. Ze ligt in de Schoonhovendreef; de hoofdverkeersroute alhier.
In 1980 maakte architect Dirk Sterenberg van de Dienst der Publieke Werken het ontwerp voor deze oeververbinding. Van Sterenberg liggen tientallen bruggen in de wijk, veelal in een model dat ook in serie ontworpen lijkt. Voor brug 1344 kwam een specifiek ontwerp, waarbij Sterenberg ook zijn kwaliteiten aan kunstenaarschap kwijt kon. Het specifieke is te vinden in de kokervormige leuningen, die volgens het ontwerp aan beide zijden van de brug geplaatst waren. Ook de wijze waarop de leuningen op de brug bevestigd waren, verraadt kunstenaarschap. Vanwege geluidsoverlast (van het verkeer) richting het zuiden, werd een van de kokers vervangen door geluidsschermen. Sterenberg tekende ook een voet- en fietspad in, maar de aansluitingen werden na 1986 opengebroken en verwijderd.
De brug is qua vorm een kruising tussen een vaste brug en een duiker.

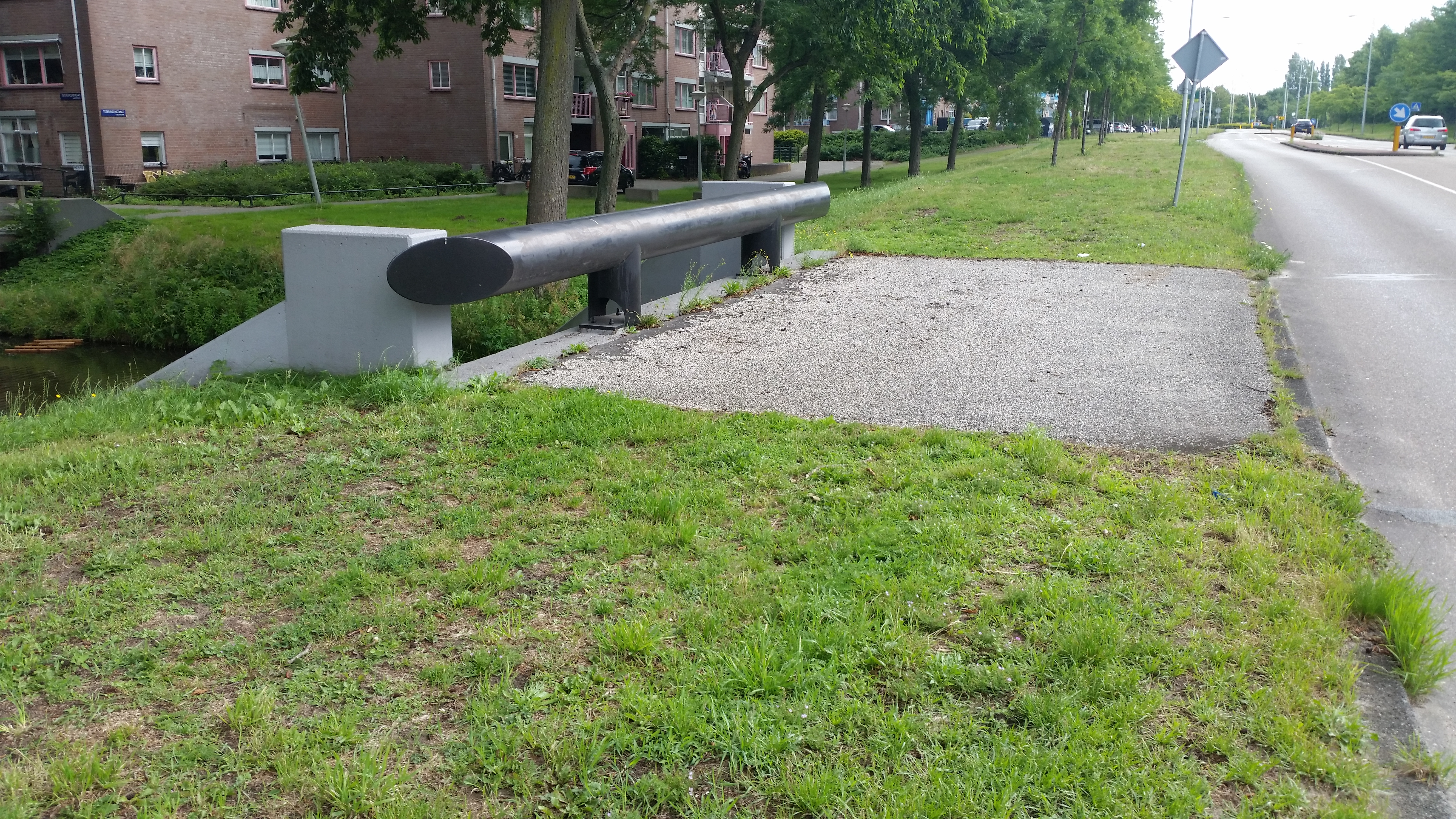
Brugleuning van brug 1344 (juli 2020)

<<< · 1301 · 1302 · 1303 · 1304 · 1305 · 1306 · 1307 · 1308 · 1309 · 1311 · 1312 · 1313 · 1314 · 1315 · 1316 · 1317 · 1319 · 1320 · 1321 · 1322 · 1323 · 1324 · 1325 · 1326 · 1327 · 1328 · 1329 · 1330 · 1331 · 1332 · 1333 · 1334 · 1335 · 1336 · 1337 · 1338 · 1339 · 1340 · 1342 · 1343 · 1344 · 1345 · 1346 · 1347 · 1348 · 1349 · 1350 · 1351 · 1352 · 1353 · 1354 · 1355 · 1356 · 1357 · 1358 · 1359 · 1360 · 1361 · 1362 · 1363 · 1364 · 1365 · 1366 · 1367 · 1368 · 1373 · 1375 · 1376 · 1377 · 1378 · 1379 · 1380 · 1381 · 1382 · 1383 · 1384 · 1385 · 1386 · 1387 · 1388 · 1389 · 1390 · 1391 · 1392 · 1396 · 1397 · 1398 · 1399 · >>>
Brugnummers 1300, 1318, 1341, 1369-1372, 1374, 1393, 1394, 1395 zijn niet vergeven. 1310 is gesloopt; brug 1318 is nooit gebouwd in verband met niet aanleggen Veenendaaldreef.